# Yom Kippur
Yom Kippur (יום כפור yom kippùr, ovvero "Giorno dell'espiazione") è la ricorrenza religiosa ebraica che celebra il giorno dell'espiazione. Nella Torah viene chiamato Yom haKippurim (Ebraico: יום הכיפורים, "Giorno degli espiatori"). È uno dei cosiddetti Yamim Noraim (Ebraico, letteralmente "Giorni terribili", più propriamente "Giorni di timore reverenziale"). Gli Yamim Noraim vanno da Rosh haShana a Yom Kippur, che sono rispettivamente i primi due giorni e l'ultimo giorno dei Dieci Giorni del Pentimento.
Yom Kippur è la ricorrenza ebraica con maggiore Qedushah; Shabbat è giorno "solenne" con Qedushah maggiore rispetto agli altri oltre questo giorno di redenzione.

## Origine biblica
Il rito dello Yom Kippur viene menzionato quattro volte nella Torah (in Esodo 30,10; Levitico 23,27-31 e 25,9; Numeri 29,7-11). Durante il digiuno è vietato mangiare e bere, nonché, essendo giorno di moed, valgono le stesse prescrizioni per il Sabato circa il lavoro e altre attività vietate.

## Periodo
Yom Kippur cade nel XXI secolo (calendario gregoriano) nei seguenti giorni:
| Calendario gregoriano                       |
| ------------------------------------------- |
| 14 settembre: 2013 e 2089                   |
| 15 settembre: 2032 e 2070                   |
| 16 settembre: 2002, 2021, 2051 e 2097       |
| 17 settembre: 2040, 2048, 2059 e 2078       |
| 18 settembre: 2010 e 2086                   |
| 19 settembre: 2018, 2029, 2037, 2067 e 2075 |
| 20 settembre: 2056, 2064 e 2094             |
| 21 settembre: 2026 e 2045                   |
| 22 settembre: 2007, 2053, 2072, 2083 e 2091 |
| 23 settembre: 2015, 2034 e 2080             |
| 24 settembre: 2042, 2061 e 2099             |
| 25 settembre: 2004, 2023, 2069 e 2088       |
| 26 settembre: 2012, 2050 e 2096             |
| 27 settembre: 2001, 2031 e 2077             |
| 28 settembre: 2009, 2020, 2039 e 2058       |
| 29 settembre: 2066 e 2085                   |
| 30 settembre: 2017, 2028, 2047 e 2093       |
| 1 ottobre: 2036, 2044 e 2074                |
| 2 ottobre: 2006, 2025 e 2055                |
| 3 ottobre: 2033, 2052, 2063, 2071 e 2082    |
| 4 ottobre: 2014, 2060 e 2090                |
| 5 ottobre: 2022, 2041 e 2079                |
| 6 ottobre: 2003, 2049, 2068, 2087 e 2098    |
| 7 ottobre: 2030 e 2076                      |
| 8 ottobre: 2011, 2057 e 2095                |
| 9 ottobre: 2008, 2019, 2038 e 2084          |
| 10 ottobre: 2046 e 2065                     |
| 11 ottobre: 2027, 2073 e 2092               |
| 12 ottobre: 2016, 2024 e 2054               |
| 13 ottobre: 2005, 2035, 2081 e 2100         |
| 14 ottobre: 2043 e 2062                     |

Come per tutte le altre feste ebraiche, l'inizio della festa coincide con il tramonto del giorno precedente.

## Nel pensiero ebraico
Yom Kippur è il giorno ebraico della penitenza, viene considerato come il giorno ebraico più santo e solenne dell'anno. Il tema centrale è l'espiazione dei peccati e la riconciliazione, e termina dopo il tramonto successivo, all'apparire delle prime stelle. Le persone malate consultano in anticipo un'autorità rabbinica competente per verificare se il loro stato le esenti dal digiuno.
Il servizio ha inizio con la preghiera di Kol Nidre che deve essere recitata prima del tramonto. Kol Nidre (parola aramaica che significa "tutte le promesse") rappresenta l'annullamento di tutti i voti pronunciati nel corso dell'anno.
Secondo The Jewish Encyclopedia, il testo della preghiera recita: "Tutti i voti, gli impegni, i giuramenti e gli anatemi che siano chiamati 'konam', 'konas', o con qualsiasi altro nome, che potremmo aver pronunziato o per i quali potremmo esserci impegnati siano cancellati, da questo giorno di pentimento sino al prossimo (la cui venuta è attesa con gioia), noi ci pentiremo".

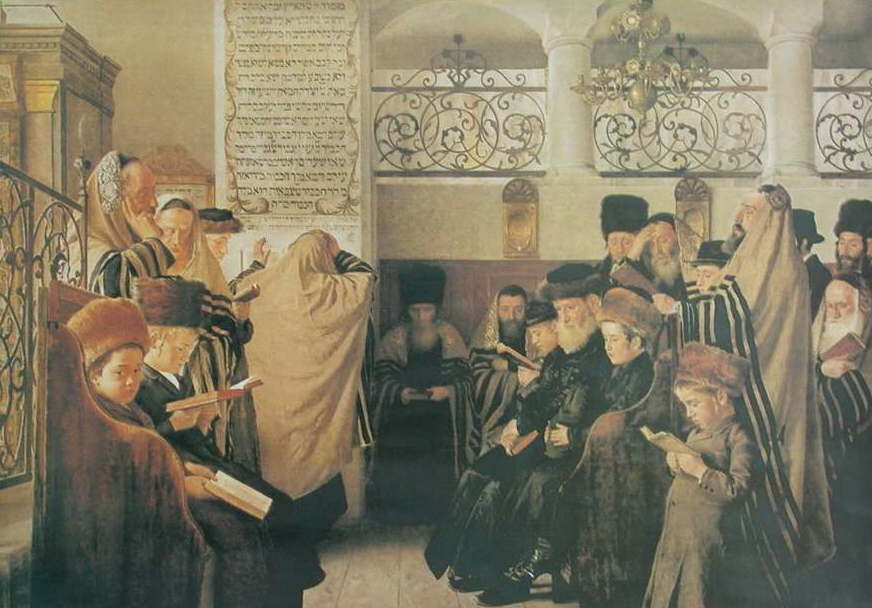
Giorno dell'Espiazione, di Isidor Kaufmann (prima del 1907)

Yom Kippur completa il periodo di penitenza di dieci giorni iniziato con il capodanno di Rosh haShana. Sebbene le preghiere con le quali si chiede perdono siano consigliate durante l'intero anno, diventano particolarmente sentite in questo giorno.
La preghiera mattutina viene preceduta da alcune litanie e richieste di perdono chiamate selihot; nel giorno di Kippur queste vengono aggiunte in abbondanza nella liturgia.
In accordo con Mosè Maimonide "Tutto dipende da quanto un uomo meriti che vengano cancellati i demeriti che pesano sul suo conto", quindi è auspicabile di moltiplicare le nostre buone azioni prima del conteggio finale fatto il Giorno del Pentimento (ib. iii. 4). Coloro che Dio considera meritevoli entreranno nel Libro della Vita, la preghiera recita: "Entriamo nel Libro della Vita". Recita anche l'auspicio "Possa tu essere iscritto (nel Libro della Vita) per un gioioso anno". Nella corrispondenza scritta tra capodanno e il Giorno del Pentimento, colui che scrive conclude, abitualmente, augurando al mittente che Dio approvi il suo desiderio di felicità. Nel tardo ebraismo alcune peculiarità proprie del giorno di capodanno furono trasferite al Giorno del Pentimento.
Il Giorno del Pentimento sopravvisse all'abbandono delle pratiche sacrificali dell'anno 70. "Nonostante nessun sacrificio verrà offerto, il giorno manterrà il suo proprio effetto di espiazione" (Midrash Sifra, Emor, xiv.). I testi ebraici insegnano che in questo giorno non è permesso che venga compiuta altra attività che non sia il pentimento. Il pentimento è l'indispensabile condizione per tutti i vari significati dell'espiazione.
La confessione del penitente è una condizione richiesta per l'espiazione. "Il Giorno del Pentimento assolve dalle colpe di fronte a Dio, ma non di fronte alla persona offesa fin quando non si ottiene il perdono esplicito dalla stessa" (Talmud Yoma viii. 9). È usanza di terminare ogni disputa o litigio alla veglia del giorno di digiuno. Anche le anime dei morti sono incluse nella comunità dei perdonabili del Giorno del Pentimento. È un costume per i bambini che abbiano perso i genitori di ricevere una menzione pubblica in sinagoga, e di offrire doni caritatevoli alle loro anime.
Contrariamente al credo popolare, Yom Kippur non è un giorno triste. Gli ebrei Sefarditi, ovvero gli ebrei di origine spagnola, portoghese o nordafricana chiamano questa festività il "Digiuno Bianco". Di conseguenza, molti ebrei hanno l'usanza di indossare solo vestiti bianchi, per simboleggiare il candore delle loro anime.

## La liturgia
Per le preghiere della sera viene indossato un Talled (uno scialle di preghiera rettangolare), e questo è l'unico servizio serale dell'anno in cui questo succede. Ne'ilah è un servizio speciale che si tiene solo a Yom Kippur, e lo chiude. Yom Kippur termina con il suono dello shofar, che conclude la celebrazione. Viene sempre osservato un giorno di vacanza, sia dentro che fuori dai confini della terra di Israele.

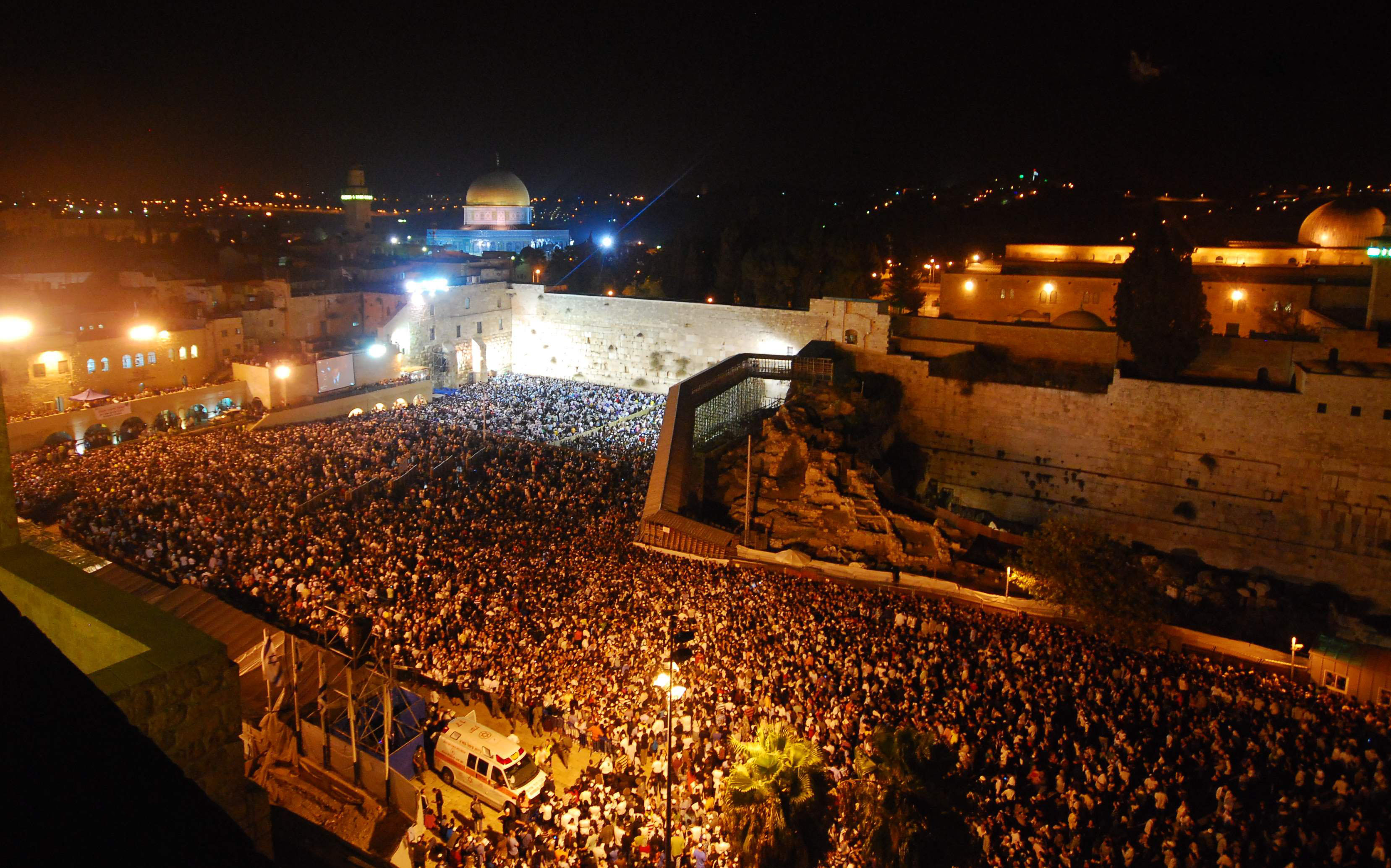
Ebrei che formulano le Selichot prima dello Yom Kippur del 2010 davanti al Muro Occidentale del Tempio di Gerusalemme

Il servizio nella sinagoga comincia alla sera della vigilia con il Kol Nidre. Le devozioni durante il giorno sono continue dalla mattina alla sera. Molta importanza è data al brano liturgico in cui si narra il cerimoniale del tempio.
Secondo il Talmud, Dio apre tre libri il primo giorno dell'anno, Rosh Hashana; uno per i cattivi assoluti, un altro per i buoni assoluti e il terzo per la grande categoria intermedia. Il destino dei buoni e cattivi assoluti viene determinato in quel momento; il destino della categoria intermedia resta sospeso fino al giorno di Yom Kippur, quando si decide il destino di ognuno. Il brano liturgico Unetanneh Tokef afferma:
Dio Re, che siedi su un trono di misericordia per giudicare il mondo, allo stesso momento Giudice, Difensore, Esperto e Testimone, apri il Libro delle Firme. Si legge che dovrebbero esserci le firme di ogni uomo. La grande tromba viene suonata; si sente una voce piccola e decisa; gli angeli fremono, dicendo "Questo è il giorno del Giudizio": perché gli stessi ministri di Dio non sono puri dinnanzi a Lui. Come un pastore dirige il suo gregge, facendolo passare sotto il proprio bastone, così Dio fa passare ogni vivente di fronte a Lui, per stabilire i limiti della vita di ogni creatura e per definirne il destino. Nel giorno di capodanno il decreto è stilato; nel giorno del pentimento è sigillato; chi vivrà e chi morirà.... Ma il pentimento, la preghiera e la carità possono evitare il crudele decreto."
La "Corona di Maestà" di Ibn Gvirol è aggiunta alla liturgia Sefardita nel servizio serale, ed è anche letta in alcune sinagoghe Askenazite ed Italiane. Al centro della liturgia antica è la confessione dei peccati. "Perché non siamo tanto presuntuosi da dirTi che siamo giusti e non abbiamo peccato; ma, nella realtà, abbiamo peccato... sia la Tua volontà che io non pecchi ulteriormente; Ti piaccia lavare i miei peccati trascorsi, secondo la Tua bontà, ma non con punizioni severe".
Le melodie tradizionali con i loro toni di lamento (della tradizione Askenazita) danno espressione sia all'angoscia individuale a fronte dell'incertezza del destino e al lamento di un popolo per le glorie perdute. Nel giorno di espiazione l'ebreo osservante dimentica la mondanità e le sue necessità e, escludendo l'odio, l'antipatia e tutti i pensieri ignobili, cerca di occuparsi unicamente di cose spirituali. I libri ebraici di preghiera fanno notare che, se gli atti di pubblica contrizione sono obbligatori, il correttivo più efficace è quello stabilito dai Profeti biblici, che insegnano che il vero digiuno di cui Dio gioisce è lo spirito di devozione, gentilezza e penitenza.
Il carattere austero impresso alla cerimonia dal tempo della sua istituzione è stato conservato fino ad oggi. Anche se altre cose sono divenute desuete, la presa sulla coscienza di ogni ebreo è così forte che pochi, a meno che non abbiano reciso ogni legame con l'ebraismo, evitano di osservare il giorno di espiazione astenendosi dal lavoro quotidiano e partecipando alle funzioni.

## Usi e Minhaghim
- Presso alcuni ebrei vige la Mitzvah di recitare la lettura del Libro di Giona.
- Diffusa la Mitzvah del Qiddush haLevanah al termine di Yom Kippur, dopo l'Havdalah.

## 10 giorni "terribili"
Durante questi 10 giorni tra Rosh haShanah e Yom Kippur si fa richiesta a Dio per essere annoverati ancora nel "ricordo", proclamandolo sempre Re Santo e del "Diritto" o "Legge", per la Vita, la Pace confidando nella Sua Pietà e nella Sua Misericordia.
Durante i dieci giorni resta sospeso il giudizio di coloro che a capodanno sono stati giudicati come mediocri, non appartenenti né al libro divino dei giusti né a quello dei peccatori.

### "Giudizio nella Misericordia"
Quanto espresso in Yom Kippur conduce infine alla redenzione individuale e/o collettiva.

## I capri espiatori

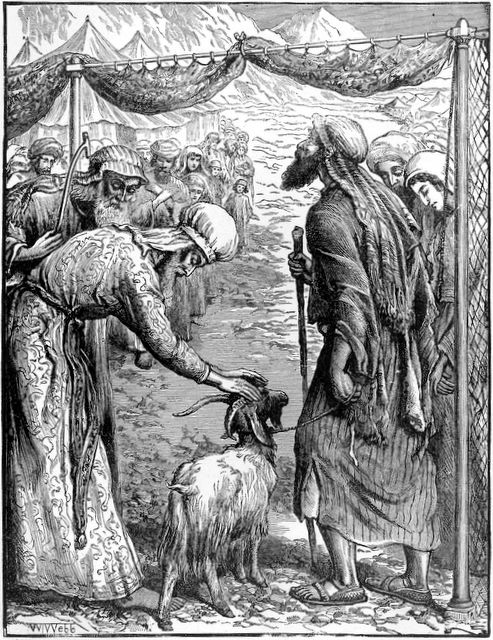
Invio del Capro espiatorio, di William James Webb (prima del 1904)

Il sommo sacerdote sorteggiava col purìm quale di due arieti dovesse essere sacrificato nel Santo dei Santi. Col sangue di questo ariete (per i peccati del popolo) e di una giovenca (per i peccati del sommo sacerdote e della sua famiglia) veniva asperso il propiziatorio (coperchio dell'Arca dell'Alleanza).
Il secondo ariete era usato come capro espiatorio cui era legato un filo di lana rosso tra le corna per renderlo riconoscibile.
Fino alla distruzione del Secondo Tempio (70 d.C.), una delle cerimonie più importanti era l'offerta del "capro emissario", o "capro espiatorio" (Levitico 16:8-10) che ogni anno, nel giorno di Kippur, veniva mandato a Azazel. Azazel è una parola oscura che non si trova in nessun'altra parte della Bibbia ebraica. La parola può derivare da 2 parole, ez, che significa capro, e azel, che significa partenza. La Mishnah (Yoma cap. 6) ed il Talmud (Yoma, fogli 66-67) descrivono in dettaglio il trasporto di questo capro all'esterno del Tempio e di Gerusalemme, verso il deserto cui conduceva i peccati del popolo ebraico. Il Talmud e Rashi, il più autorevole commentatore della Torah, spiegano esplicitamente che Azazel è il nome di un precipizio dove il capro sacrificale veniva precipitato.

## Testi non canonici per l'Ebraismo
Altri lo ritengono il nome di uno spirito maligno; uno spirito con questo nome è menzionato nel libro apocrifo di Enoch, e più tardi nella letteratura ebraica. Seguendo questa interpretazione, l'idea della cerimonia sembrerebbe quella di rimandare i peccati negli spiriti maligni che li possedevano in origine. È stato notato che simili riti di espiazione avevano prevalso fra le nazioni pagane, sebbene il Levitico vietasse i sacrifici in onore dei demoni.

## Studi moderni
I critici moderni della Bibbia, che attribuiscono questi passaggi al codice sacerdotale, e a una data successiva all'Esilio, sono propensi a credere che l'invio del capro ad Azazel sia un adattamento di una cerimonia preesistente. Alcuni studiosi biblici più conservatori hanno notato che il posto dove veniva portato il capro era un "luogo selvaggio", fuori dalla città, e che là non esisteva un posto chiamato Azazel. Il loro punto di vista è che il "capro della partenza" era semplicemente "lasciato andare". Queste ultime ipotesi sono in chiara contraddizione con la tradizione ebraica.